# Galimzian Khoussaïnov
Galimzian Salikhovich Khoussaïnov (en russe : Галимзян Салихович Хусаинов) est un footballeur soviétique, né dans le Tatarstan, le 27 juin 1937. Il fut entraîneur pendant huit années. Khoussaïnov est mort le 5 février 2010.

## Biographie
En tant qu’attaquant, il fut international soviétique à 33 reprises (1960-1969) pour 4 buts.
À la Coupe du monde de football de 1962, au Chili, l’URSS est éliminée en quarts par le Chili (1-2). Il fut titulaire contre l’Uruguay, match gagné 2 buts à 1. Sur les quatre, c’est le seul qu’il joua.
À l’Euro 1964, il fut titulaire contre le Danemark, sans marquer le moindre but. En finale, contre l’Espagne, il est titulaire. Après l’ouverture du score par Jesús María Pereda à la 6e minute, il égalise deux minutes après. Mais l’URSS perd la finale deux buts à un. Elle n’a pas pu défendre son titre de 1960.
À la Coupe du monde de football de 1966, en Angleterre, il joua 4 matchs sur les 6 et les quatre en tant que titulaire (Corée du Nord, Italie, Hongrie et RFA). Il reçut un carton jaune contre la Corée du Nord. Il n’inscrit pas de but dans cette compétition. L’URSS termina quatrième du tournoi.
Il joua dans deux clubs : le Krylia Sovetov Samara et le FK Spartak Moscou.
Avec le premier, il ne remporta rien alors qu’avec le second, il remporta deux championnats d’URSS (1962 et 1969) ainsi que trois coupes d’URSS (1963, 1965 et 1971). C'est le premier joueur tatar à gagner des titres au niveau national.
Il fut entraîneur-adjoint au FK Spartak Naltchik, puis au FK Spartak Moscou et au Pakhtakor Tachkent. Il fut même sélectionneur-adjoint de l’URSS des moins de 17 ans.

## Statistiques
| Saison                | Club                      | Championnat           | Championnat | Championnat | Coupe(s) nationale(s) | Coupe(s) nationale(s) | Compétition(s) continentale(s) | Compétition(s) continentale(s) | Compétition(s) continentale(s) | Total | Total |
| Saison                | Club                      | Division              | M.          | B.          | M.                    | B.                    | Comp.                          | M.                             | B.                             | M.    | B.    |
| 1957                  | Krylia Sovetov Kouïbychev | D1                    | 1           | 0           | -                     | -                     | -                              | -                              | -                              | 1     | 0     |
| 1958                  | Krylia Sovetov Kouïbychev | D1                    | 19          | 2           | 1                     | 0                     | -                              | -                              | -                              | 20    | 2     |
| 1959                  | Krylia Sovetov Kouïbychev | D1                    | 20          | 5           | -                     | -                     | -                              | -                              | -                              | 20    | 5     |
| 1960                  | Krylia Sovetov Kouïbychev | D1                    | 24          | 6           | -                     | -                     | -                              | -                              | -                              | 24    | 6     |
| Sous-total            | Sous-total                | Sous-total            | 64          | 13          | 1                     | 0                     | -                              | -                              | -                              | 65    | 13    |
| 1961                  | Spartak Moscou            | D1                    | 28          | 14          | 5                     | 3                     | -                              | -                              | -                              | 33    | 17    |
| 1962                  | Spartak Moscou            | D1                    | 23          | 10          | 1                     | 1                     | -                              | -                              | -                              | 24    | 11    |
| 1963                  | Spartak Moscou            | D1                    | 36          | 14          | 5                     | 3                     | -                              | -                              | -                              | 41    | 17    |
| 1964                  | Spartak Moscou            | D1                    | 30          | 5           | 4                     | 2                     | -                              | -                              | -                              | 34    | 7     |
| 1965                  | Spartak Moscou            | D1                    | 27          | 5           | 5                     | 4                     | -                              | -                              | -                              | 32    | 9     |
| 1966                  | Spartak Moscou            | D1                    | 17          | 2           | 2                     | 2                     | C2                             | 4                              | 2                              | 23    | 6     |
| 1967                  | Spartak Moscou            | D1                    | 36          | 8           | -                     | -                     | -                              | -                              | -                              | 36    | 8     |
| 1968                  | Spartak Moscou            | D1                    | 38          | 14          | 1                     | 0                     | -                              | -                              | -                              | 39    | 14    |
| 1969                  | Spartak Moscou            | D1                    | 31          | 12          | -                     | -                     | -                              | -                              | -                              | 31    | 12    |
| 1970                  | Spartak Moscou            | D1                    | 32          | 12          | 4                     | 3                     | C1                             | 2                              | 1                              | 38    | 16    |
| 1971                  | Spartak Moscou            | D1                    | 25          | 3           | 8                     | 3                     | C3                             | 4                              | 0                              | 37    | 6     |
| 1972                  | Spartak Moscou            | D1                    | 20          | 3           | 8                     | 2                     | C2                             | 2                              | 1                              | 30    | 6     |
| 1973                  | Spartak Moscou            | D1                    | 4           | 0           | 1                     | 0                     | C2                             | 1                              | 0                              | 6     | 0     |
| Sous-total            | Sous-total                | Sous-total            | 347         | 102         | 44                    | 23                    | -                              | 13                             | 4                              | 404   | 129   |
| Total sur la carrière | Total sur la carrière     | Total sur la carrière | 411         | 115         | 45                    | 23                    | -                              | 13                             | 4                              | 469   | 142   |

## Palmarès
Spartak Moscou
- Champion d'Union soviétique en 1962 et 1969.
- Vainqueur de la Coupe d'Union soviétique en 1963, 1965 et 1971.

 Union soviétique
- Finaliste du Championnat d'Europe en 1964.
- Quatrième de la Coupe du monde en 1966.